# Championnat de France de basket-ball de deuxième division 1986-1987
 (mars 2017).
Si vous disposez d'ouvrages ou d'articles de référence ou si vous connaissez des sites web de qualité traitant du thème abordé ici, merci de compléter l'article en donnant les références utiles à sa vérifiabilité et en les liant à la section « Notes et références ».
Navigation
Saison précédente Saison suivante
La saison 1986-1987 du championnat de France de basket-ball de Nationale 2 est la 38e édition du championnat de France de basket-ball de deuxième division. C'est le deuxième plus haut niveau du championnat de France de basket-ball et le plus haut niveau amateur. Vingt-quatre clubs participent à la compétition dans un championnat de deux poules de douze clubs.
Gravelines remporte la finale de la compétition en battant Montpellier 81-104 puis 87-83. Aucune équipe n'est promue en première division.

## Saison régulière

### Classement de la saison régulière

#### Groupe A
| #  | Équipe                    | Pts | J  | G  | N | P  | Pp   | Pc   | Diff |
| -- | ------------------------- | --- | -- | -- | - | -- | ---- | ---- | ---- |
| 1  | Montpellier PSC           | 60  | 22 | 19 | 0 | 3  | 2215 | 1852 |      |
| 2  | GSCM Roanne               | 56  | 22 | 17 | 0 | 5  | 2058 | 1880 |      |
| 3  | CRO Lyon                  | 52  | 22 | 15 | 0 | 7  | 2048 | 1970 |      |
| 4  | UA Cognac                 | 50  | 22 | 14 | 0 | 8  | 1939 | 1851 |      |
| 5  | RCM Toulouse              | 47  | 22 | 12 | 2 | 8  | 1958 | 1960 |      |
| 6  | Saint-Gilles-Croix-de-Vie | 45  | 22 | 11 | 1 | 10 | 1823 | 1890 |      |
| 7  | Salon BC                  | 45  | 22 | 11 | 1 | 10 | 1943 | 1907 |      |
| 8  | Stade Clermontois         | 41  | 22 | 9  | 1 | 12 | 2009 | 2015 |      |
| 9  | Lourdes BC                | 39  | 22 | 8  | 1 | 13 | 1924 | 1970 |      |
| 10 | Rupella La Rochelle       | 38  | 22 | 8  | 0 | 14 | 2072 | 2126 |      |
| 11 | AS Tarare                 | 31  | 22 | 4  | 1 | 17 | 1946 | 2211 |      |
| 12 | AC Golfe-Juan-Vallauris   | 23  | 22 | 0  | 1 | 21 | 1821 | 2124 |      |

#### Groupe B
| #  | Équipe             | Pts | J  | G  | N | P  | Pp   | Pc   | Diff |
| -- | ------------------ | --- | -- | -- | - | -- | ---- | ---- | ---- |
| 1  | BCM Gravelines     | 64  | 22 | 21 | 0 | 1  | 2081 | 1697 |      |
| 2  | Saint-Quentin BB   | 58  | 22 | 18 | 0 | 4  | 2237 | 1892 |      |
| 3  | Berck BC           | 55  | 22 | 16 | 1 | 5  | 2057 | 1867 |      |
| 4  | ALM Évreux         | 51  | 22 | 14 | 1 | 7  | 2064 | 1937 |      |
| 5  | Avenir Rennes      | 48  | 22 | 13 | 0 | 9  | 1928 | 1924 |      |
| 6  | Asnières BC        | 47  | 22 | 12 | 1 | 9  | 1924 | 1854 |      |
| 7  | SI Graffenstaden   | 44  | 22 | 11 | 0 | 11 | 2147 | 2047 |      |
| 8  | ASA Sceaux         | 41  | 22 | 9  | 1 | 12 | 1861 | 1920 |      |
| 9  | Noyon              | 36  | 22 | 7  | 0 | 15 | 1802 | 1885 |      |
| 10 | Sélestat           | 31  | 22 | 4  | 1 | 17 | 1949 | 2211 |      |
| 11 | AS Denain Voltaire | 28  | 22 | 3  | 0 | 19 | 1928 | 2381 |      |
| 12 | JALT Le Mans       | 25  | 22 | 1  | 1 | 20 | 1796 | 2159 |      |